# Museu Mayer van der Bergh d'Anvers

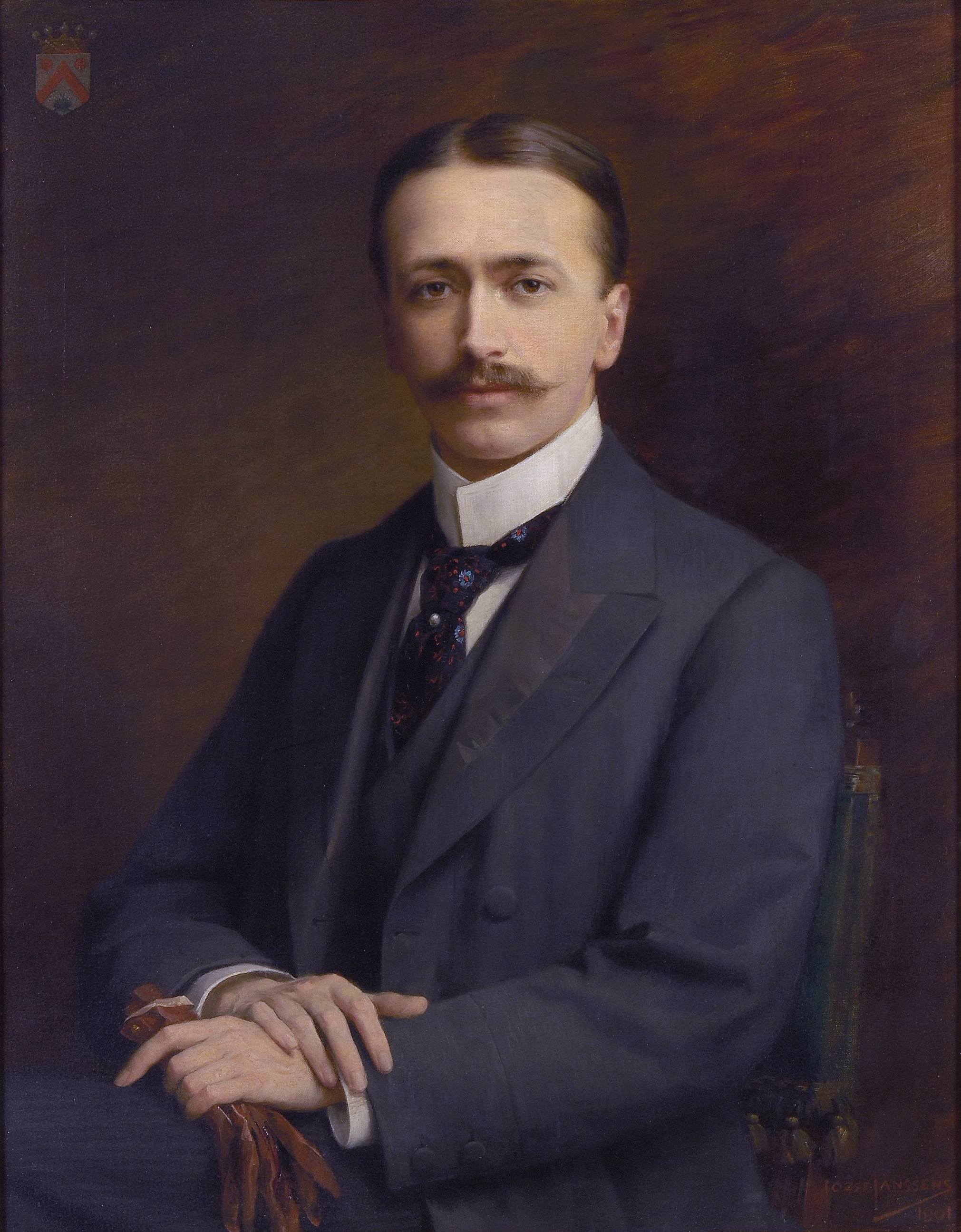
Retrat de Fritz van den Bergh per Jozef Janssens, 1901

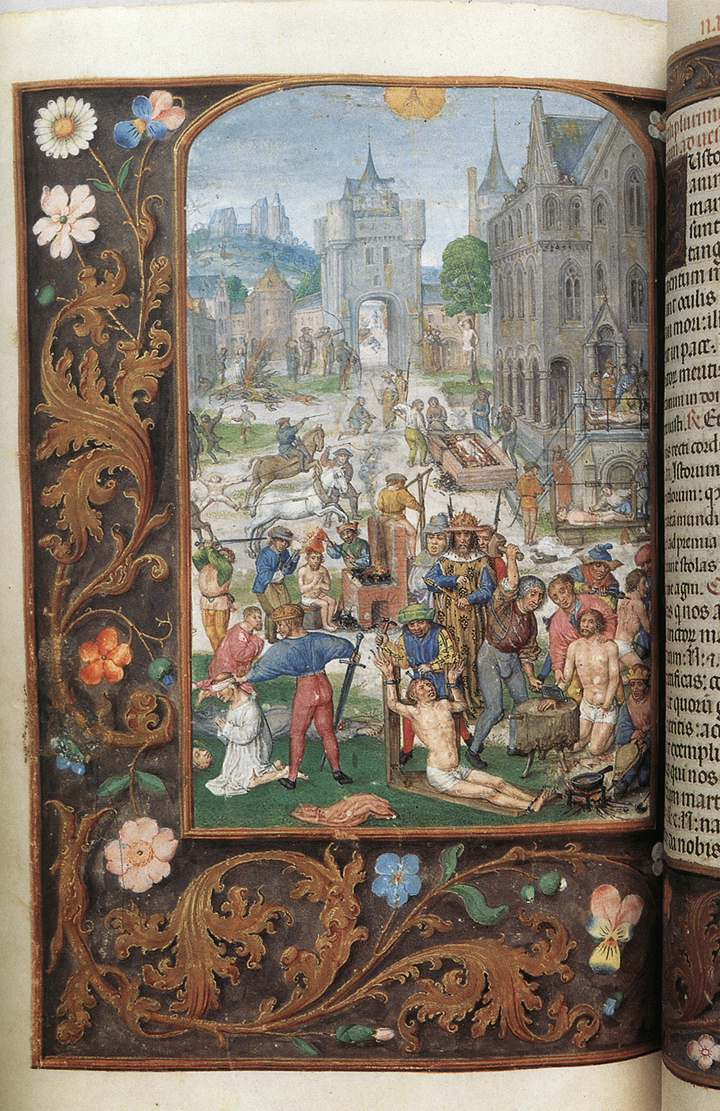
Pàgina del Breviarium Mayer van den Bergh, descrivint La tortura de diversos sants

El Museu Mayer van den Bergh és un museu d'Anvers, Bèlgica, creat  a partir de la col·lecció que va pertànyer al col·leccionista d'art Fritz Mayer van den Bergh (1858-1901). Les obres més importants són del període gòtic i del renaixement en Holanda i Bèlgica, incloent pintures de Pieter Brueghel el Vell.

## Història
Fritz Mayer van den Bergh, nascut el 1858, va col·leccionar art la major part de la seva vida, especialment els darrers anys de la seva vida, quan va dedicar molts recursos a consolidar una important col·lecció entre 1897 i la seva mort el 1901. Estava especialment interessat en l'art des dels segles XIV al XVI, mentre que els seus contemporanis consideraven l'art gòtic i renaixentista antiquat. Aquest fet li va permetre crear una col·lecció de 1.000 peces d'art sobretot del Renaixement del Nord. Després de la seva mort, la seva mare va construir una casa d'estil neogòtic al districte financer d'Anvers entre 1901 i 1904, com un museu per a la gran col·lecció d'art creada.

## Col·lecció
- Breviarium Mayer van den Bergh un manuscrit il·lustrat de finals del segle xv o començament del XVI de 1412 pàgines, probablement fet per a un ric portuguès en Anvers per Simon Bening, Gerard Horenbout i Jan Provoost, miniaturistes flamencs de l'escola de Gant-Bruges.
- Pieter Brueghel el Vell: Dulle Griet (La folla Margarida), ca. 1562
- Pieter Brueghel el Vell: Proverbis
- Mestre Heinrich de Constança, Crist i grup de Sant Joan, segle XIV
- Pieter Huys, La Temptació de Sant Antoni, 1577
- Jan Mabuse, Magdalena
- Quentin Matsys, Crucifixió

## Galeria

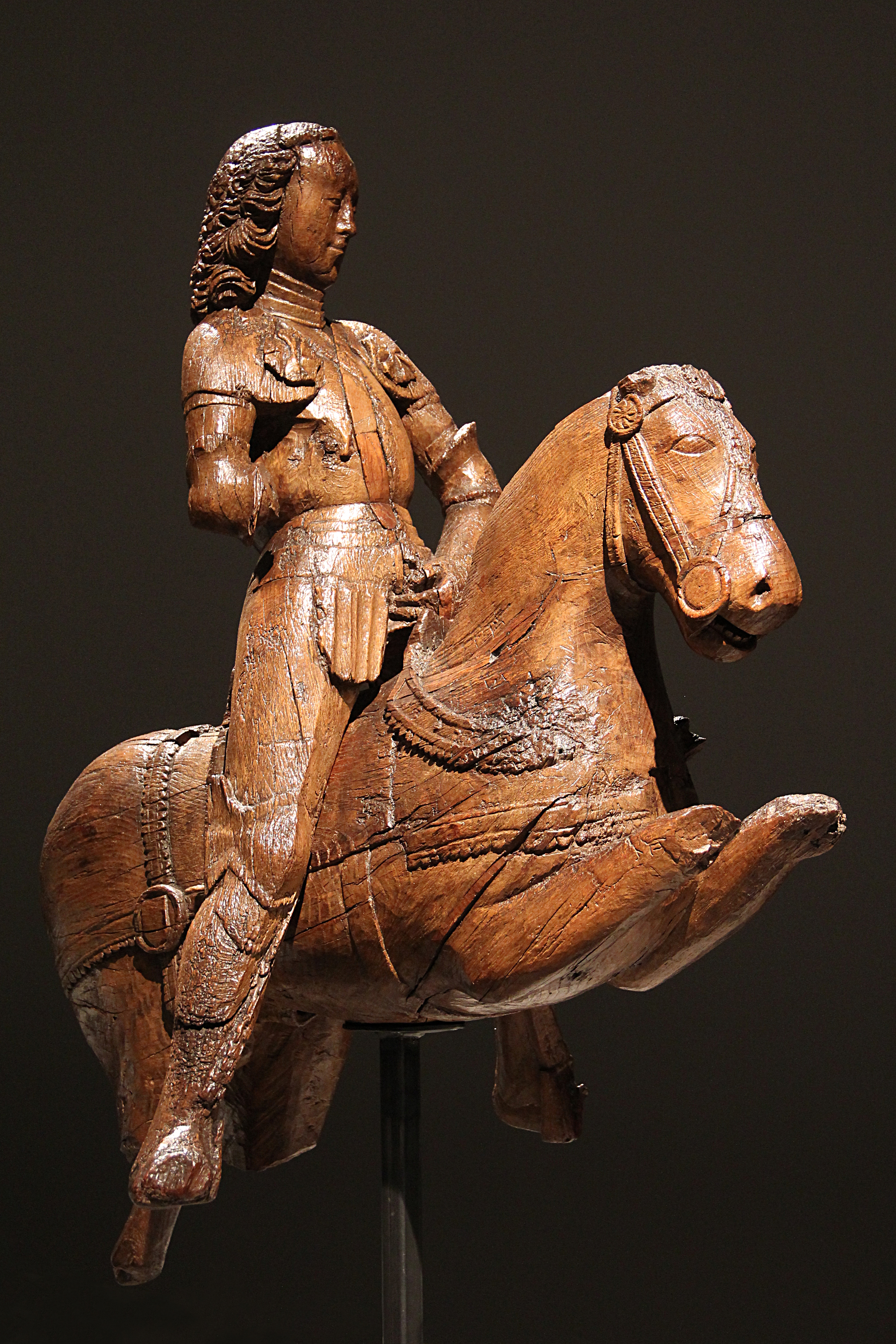
Estàtua de roure que representa Sant Jordi a cavall (1480-1499).
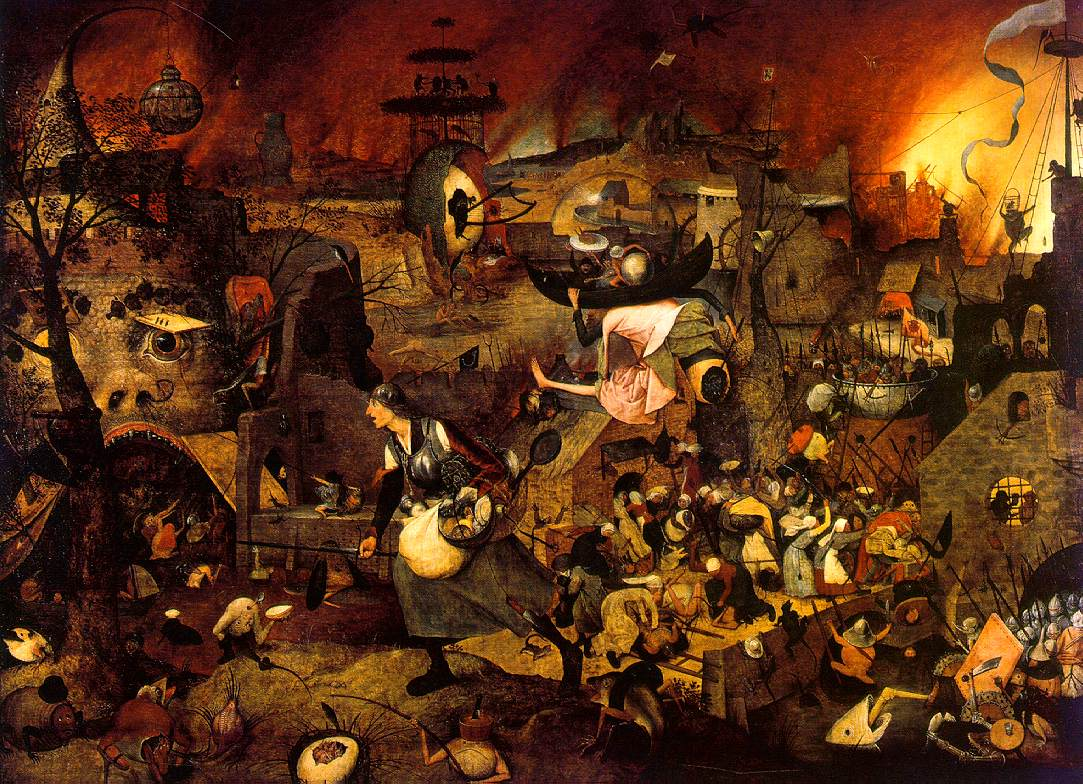
La folla Margarida per Pieter Brueghel el Vell, és una de les obres mestres del museu
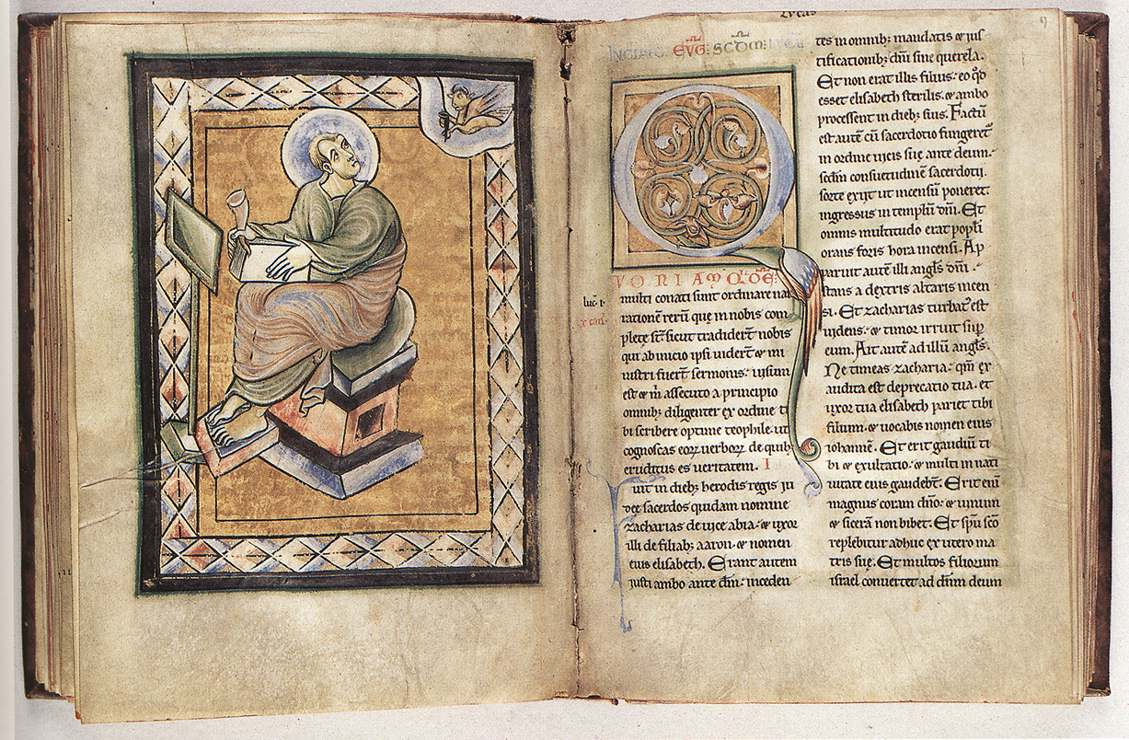
Miniatura il·luminada del segle xii d'un Llibre d'Evangelis de l'abadia de Saint-Amand
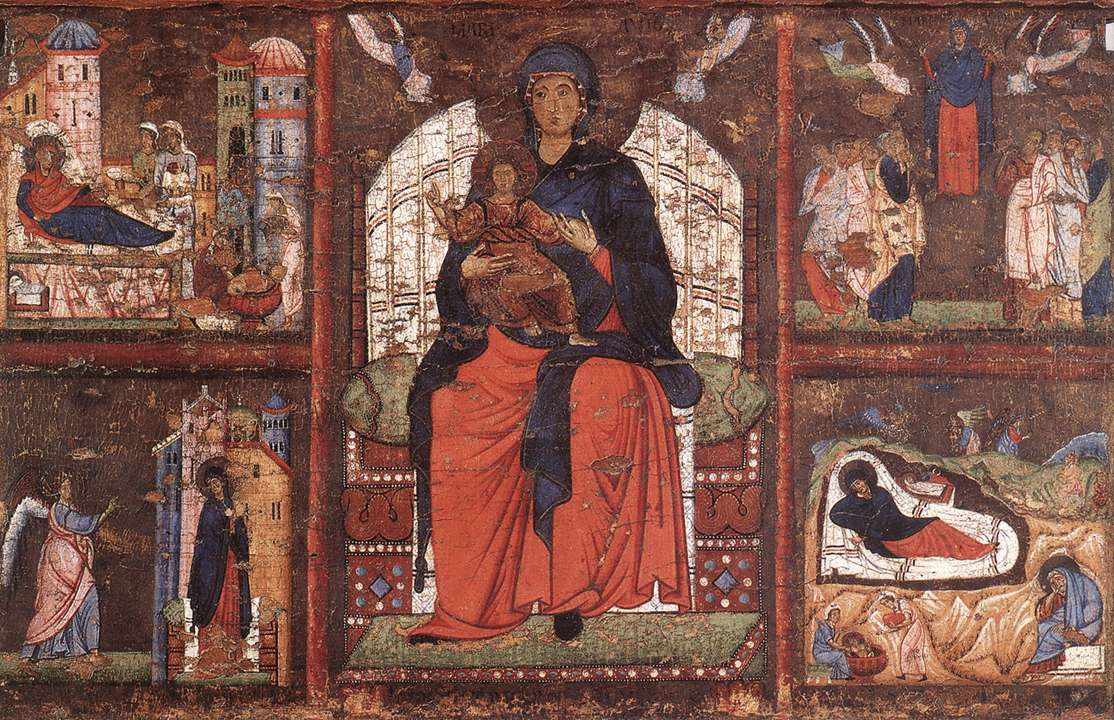
Mare de Déu i Nen entronitzats amb escenes de la vida de la Verge (mestre italià desconegut, actiu el 1270)
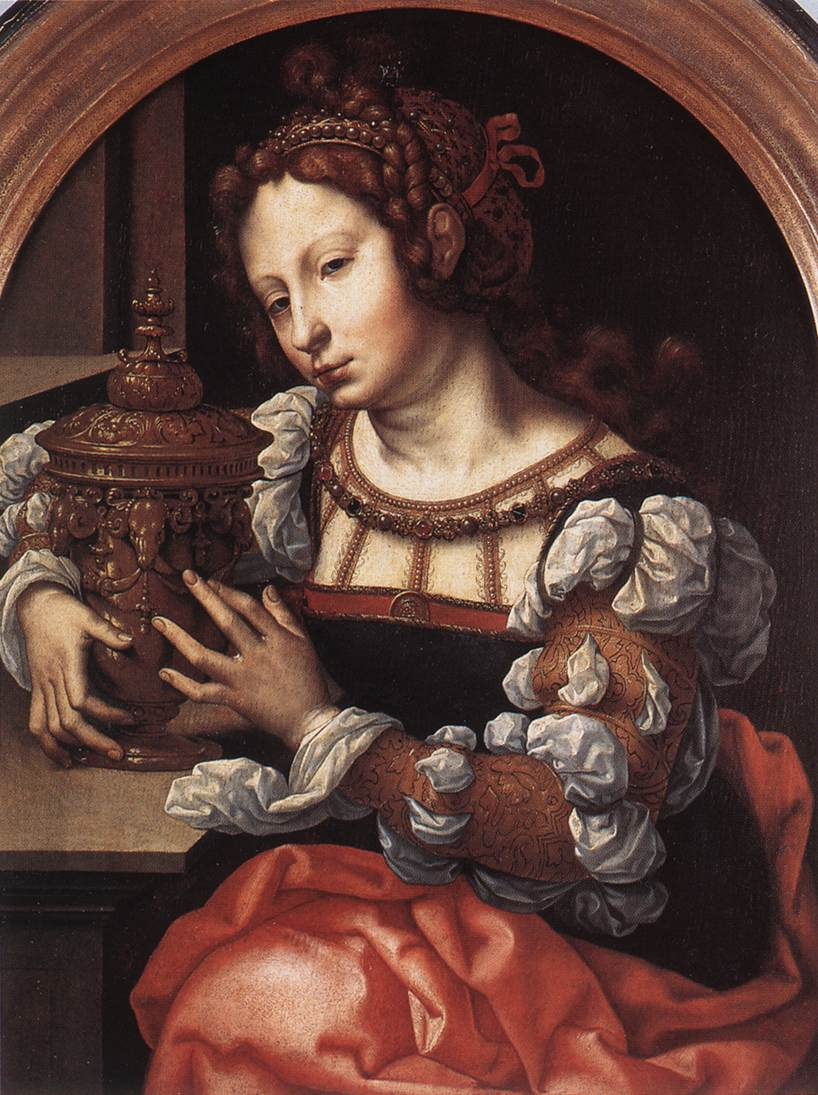
Retrat de dona com a Maria Magdalena by Jan Gossaert dit Mabuse
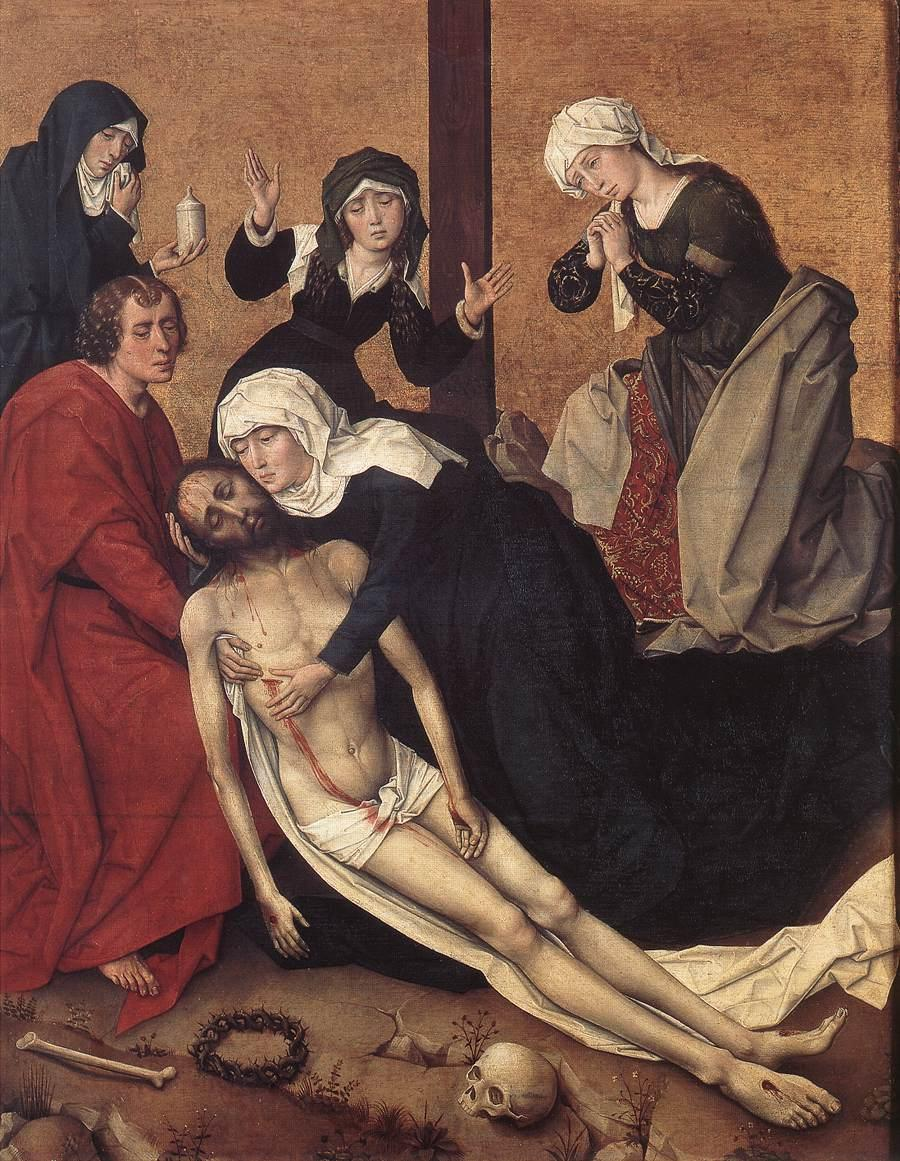
pietà de Vrancke van der Stockt, segle XV
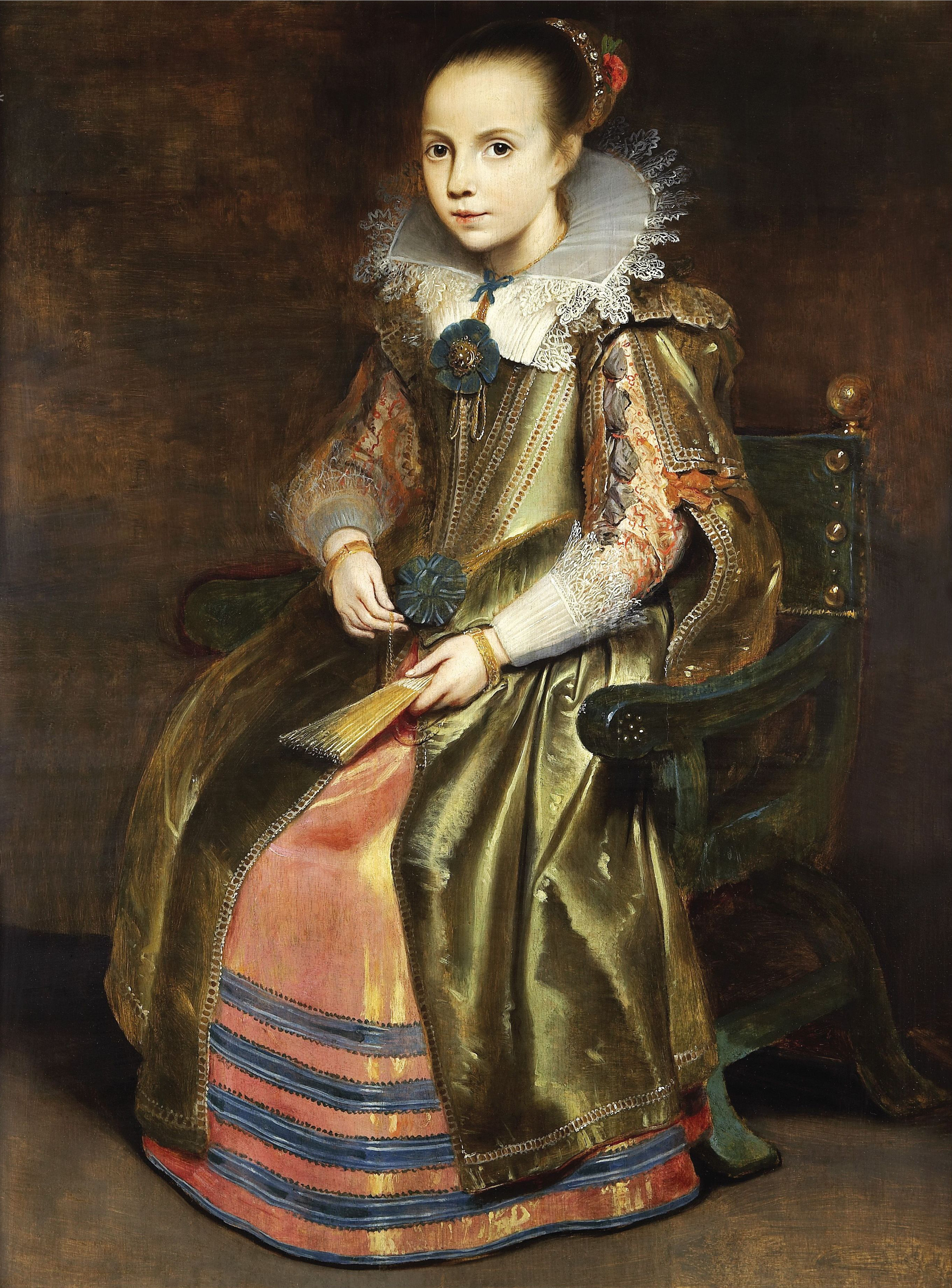
Elisabeth Vekemans als meisje de Cornelis de Vos, ca. 1625
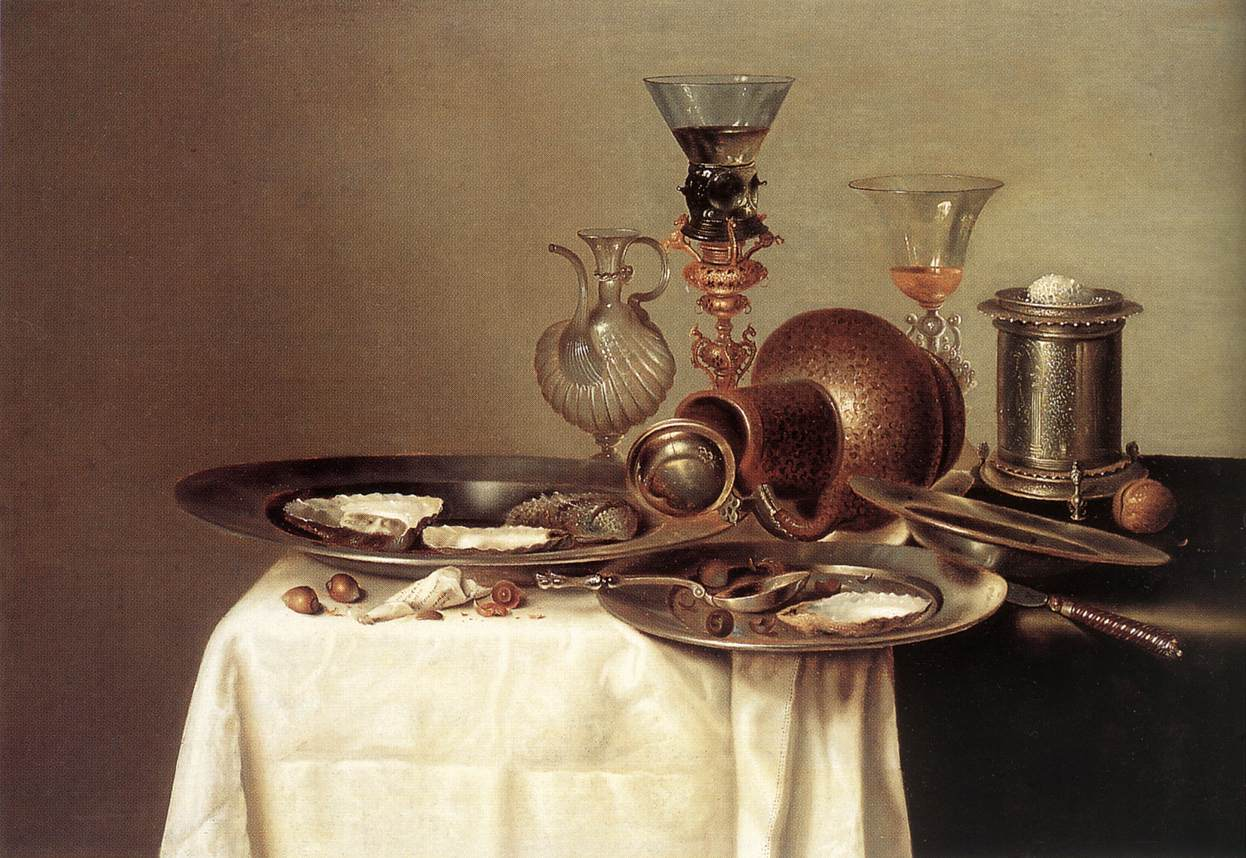
Natura morta de Willem Claeszoon Heda, 1637